# Carex radfordii
Carex radfordii là một loài thực vật có hoa trong họ Cói. Loài này được Gaddy mô tả khoa học đầu tiên năm 1995.